# T-Rex (film)
Pour les articles homonymes, voir T-Rex.
Pour plus de détails, voir Fiche technique et Distribution.
T-Rex (Theodore Rex) est un film américain écrit et réalisé par Jonathan Betuel, sorti en 1995.

## Synopsis
Dans un futur proche, les scientifiques ont recréé génétiquement les dinosaures et ceux-ci sont intelligents et peuvent parler. L'inspecteur de police Katie Coltrane est forcée de collaborer avec le tyrannosaure Theodore Rex dans le cadre d'une enquête sur les meurtres d'autres dinosaures. Cette enquête leur fait découvrir le complot d'un milliardaire visant à créer un nouvel âge glaciaire.

## Fiche technique
- Réalisation et scénario : Jonathan Betuel
- Photographie : David Tattersall
- Montage : Steve Mirkovich et Rick Shaine
- Musique : Robert Folk
- Sociétés de production : J&M Entertainment, New Line Cinema et Shooting Star Entertainment
- Budget : 33 500 000 $[1]
- Pays d'origine :  États-Unis
- Langue originale : anglais
- Format : couleur - 1,85:1 - Dolby Digital
- Genre : comédie
- Durée : 92 minutes
- Dates de sortie : 
  - Allemagne : 9 décembre 1995
  - France : 26 juin 1996
  - États-Unis : 6 juillet 1996 (direct-to-video)

## Distribution
- Whoopi Goldberg (VF : Maïk Darah) : Katie Coltrane
- Armin Mueller-Stahl : Elizar Kane
- Juliet Landau : Dr Veronica Shade
- Bud Cort : Spinner
- Stephen McHattie : Edge
- George Newbern (VF : Pascal Légitimus) : Theodore Rex (voix)
- Carol Kane : Molly Rex (voix)
- Richard Roundtree : le commissaire Lynch
- Jack Riley : Alaric
- Joe Dallesandro : Rogan

## Accueil
Aux États-Unis, le film devait initialement sortir au cinéma (distribué par New Line Cinema), mais devant les mauvaises réactions du public lors des projections tests, il est sorti directement en vidéo, ce qui en a fait pour l'époque le film le plus cher sorti directement en vidéo,. Il est néanmoins sorti dans les salles dans quelques pays d'Europe, réalisant 88 723 entrées en Espagne et 43 898 entrées en France.
Le film fut un désastre critique et un échec commercial.